# Hexodon minutum
Hexodon minutum är en skalbaggsart som beskrevs av Sternberg 1910. Hexodon minutum ingår i släktet Hexodon och familjen Dynastidae. Inga underarter finns listade i Catalogue of Life.